# Ксар-Хелляль (округ)
Ксар-Хелляль (араб. معتمدية قصر هلال) — округ в Тунісі у регіоні Сахель. Входить до складу вілаєту Монастір. Центр округу — м. Ксар-Хелляль. Станом на 2004 рік загальна чисельність населення становила 39991 особа.